# Can't We Try
Can't We Try is een nummer van de Canadese zanger Dan Hill en de Amerikaanse zangeres Vonda Shepard uit 1987. Het is de eerste single van Hills titelloze achtste studioalbum.
Het nummer is een ballad die gaat over problemen in een relatie, waardoor deze relatie op de klippen dreigt te lopen. Hill schreef in de jaren '80 veel nummers voor andere artiesten, maar zijn eigen muziek was matig succesvol. "Can't We Try" bracht daar eenmalig verandering in. Dit duet met Vonda Sherpard bereikte de 14e positie in Hills thuisland Canada, en de 6e positie in de Amerikaanse Billboard Hot 100. Ook in Nederland werd het een bescheiden hit; met een 24e positie in de Nederlandse Top 40.